# استفانو کوگی
استفانو کوگی (انگلیسی: Stefano Cuoghi؛ زادهٔ ۸ اوت ۱۹۵۹) بازیکن فوتبال اهل ایتالیا است.
از باشگاه‌هایی که در آن بازی کرده‌است می‌توان به باشگاه فوتبال پروجا، باشگاه فوتبال مودنا، باشگاه فوتبال پارما، باشگاه فوتبال پیزا، و باشگاه فوتبال آ.ث. میلان اشاره کرد.